# Эммет, Томас
Томас Эддис Эммет (29 мая 1828— 1 марта 1919) — американский врач-гинеколог и медицинский писатель, внук юриста Томаса Эддиса Эммета.

## Биография
Родился в Шарлоттсвилле, штат Вирджиния, в семье профессора. Некоторое время учился в университете Вирджинии, затем окончил медицинский факультет Медицинского колледжа Джефферсона, Филадельфия, в 1850 году, получив докторскую степень. Он был назначен осенью 1850 года врачом-ординатором в больницу для эмигрантов, на острове Уорд, Нью-Йорк, и после пятнадцать месяцев работы там стал штатным врачом, работая в этой должности до осени 1855 года. В 1852 году он получил собственную медицинскую практику в Нью-Йорке. В 1853 году женился. После службы на острове Уорд он был помощником хирурга в женской больнице в 1855—1862 годах и главным хирургом там в 1862—1872 годах. В связи с расширением женской больницы и увеличением численности персонала доктор Эммет стал в 1872 году вновь практикующим хирургом.
После 1859 года он стал специализироваться по женским болезням и опубликовал большое количество работ, касающихся данной тематики, в различных американских и зарубежных медицинских журналах. На момент создания Ирландской национальной федерации в Ирландии для получения гомруля конституционными методами доктор Эммет был выбран президентом этой организации в Америке. В 1898 году он в частном порядке напечатал большую работу о семье Эмметов с описанием некоторых инцидентов, связанных с ирландской историей. Он также является исследования The Indictment of 1898; or why Ireland has never Prospered under English Rule.
Основные работы: «Vesico-vaginal fistula from parturition and other causes» (Нью-Йорк, 1868); «Risse der Cervix Uteri als eine häufige und nicht erkannte Krankheitsursache» (Берлин, 1875); «Treatment and Removal of Fibroids from the Uterus by Traction» (Нью-Йорк, 1875); «Principles and Practice of Gynecology» (Филадельфия, 1879, 3-е издание в 1884 году; немецкий перевод в 1881 году в Лейпциге под заглавием: «Principien imd Praxis der Gynäkologie», также была переведена на французский язык).